# Ukaz emski

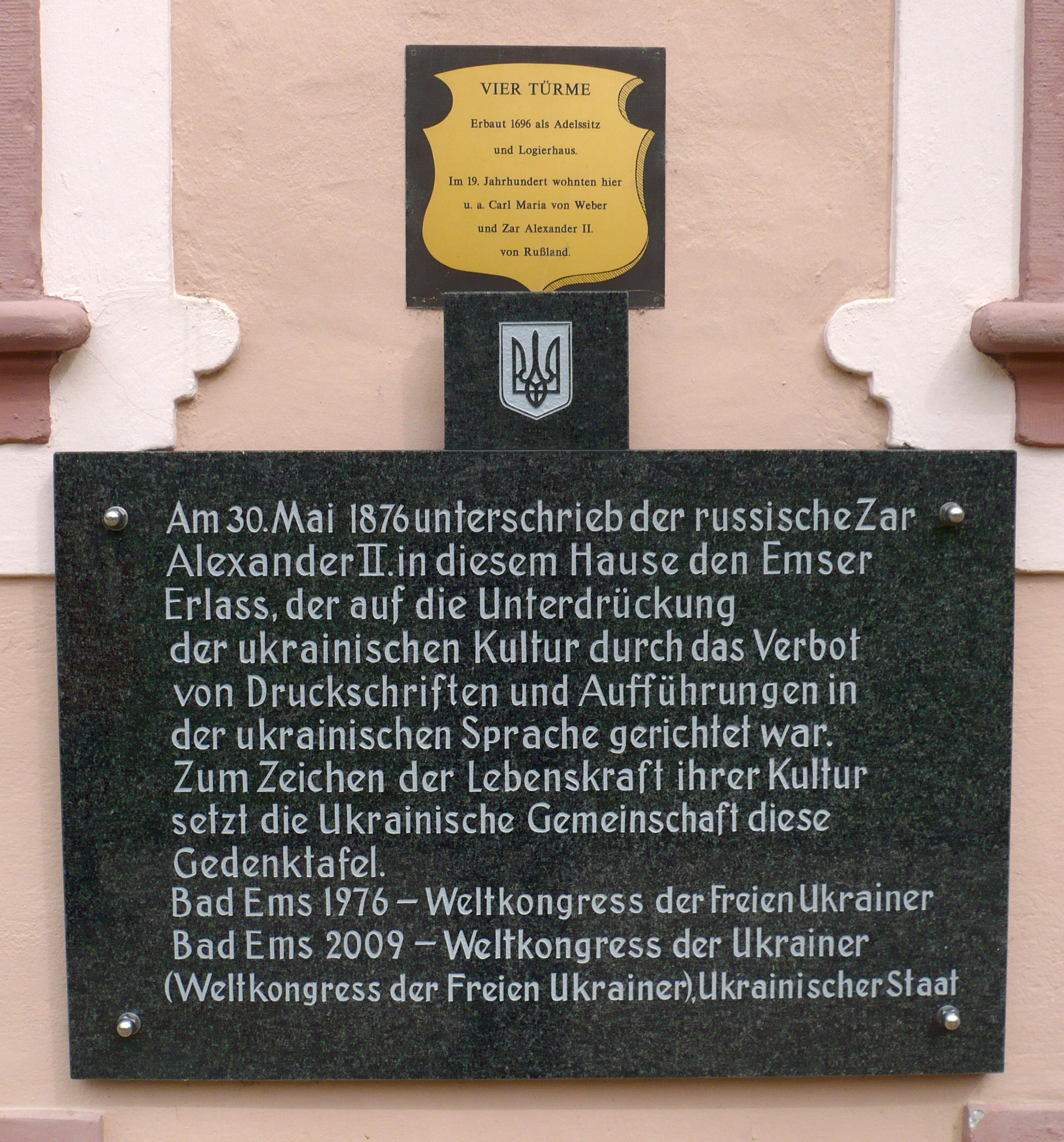
Tablica pamiątkowa na budynku w Bad Ems, w którym Aleksander II podpisał ukaz emski.

Ukaz emski (ros. Эмский указ) – wydany 18 maja?/30 maja 1876 w Bad Ems w Niemczech przez Aleksandra II akt prawny, zabraniający używania nazwy „Ukraina”, zakazujący drukowania książek, broszur, prasy i przekładów (nawet z rosyjskiego) w języku ukraińskim (w nazewnictwie dokumentu – „narzeczu małoruskim”), a także wwożenia z zagranicy na terytorium Imperium Rosyjskiego wszelkich wydawnictw wydrukowanych w tym języku. Zabraniał także wystawiania ukraińskich spektakli teatralnych i drukowania ukraińskich tekstów do utworów muzycznych. Nauka w szkołach, w tym w szkołach elementarnych, miała być odtąd prowadzona wyłącznie w języku rosyjskim. Z bibliotek szkół wszystkich szczebli usunięto książki w języku ukraińskim. Ukaz nakazywał zamknięcie filii Cesarskiego Rosyjskiego Towarzystwa Geograficznego w Kijowie (oddział na Kraj Południowo-Zachodni) i gazety „Kyjiwski Telegraf”, wydawanej przez kijowską Hromadę. Nauczyciele i wykładowcy uniwersyteccy pochodzący z okręgów szkolnych: kijowskiego, charkowskiego i odeskiego mieli być przeniesieni na terytorium wielkoruskie, a ich miejsce zająć mieli Rosjanie. Dokument był tajny, jego pełny tekst opublikowany został po raz pierwszy w roku 1930.
Wydanie ukazu spowodowane było obawą caratu przed rozwojem narodowego ruchu ukraińskiego i w konsekwencji przed wyodrębnieniem się z Imperium Rosyjskiego Ukrainy. Dekret emski powstał w konsekwencji donosu wicekuratora kijowskiego okręgu szkolnego Michaiła Józefowicza, który w 1874 poinformował cesarza o istnieniu ruchu ukrainofilskiego, który rzekomo był zamaskowanym socjalizmem, godzącym w jedność państwa carów. W donosie Józefowicz stwierdzał, że „chcą wolnej Ukrainy w kształcie republiki z hetmanem na czele”. Powołana w sierpniu 1875 przez cesarza komisja do „opracowania sposobów walki z działalnością ukrainofilską” stwierdziła, że „zezwolenie na odrębną literaturę w ludowym dialekcie ukraińskim byłoby równoznaczne z położeniem trwałych fundamentów pod przekonanie o możliwości odłączenia się Ukrainy od Rosji, choćby w dalekiej przyszłości”.
Akt emski stanowił rozszerzenie zapisów cyrkularza wałujewskiego z 1863 r. W jego konsekwencji czołowi działacze kijowskiej Hromady (Mychajło Drahomanow, Fedir Wowk, Mykoła Ziber, Serhij Podołynśkyj) udali się na emigrację. Zostali uprzednio usunięci z pracy na Uniwersytecie Kijowskim. Drahomanow i Pawło Czubynski otrzymali zakaz pobytu w ukraińskich guberniach Cesarstwa.
Zakaz wystawiania sztuk w języku ukraińskim uchylono w 1881. Do uchylenia ukazu emskiego doszło formalnie dopiero w 1907 r., chociaż w trakcie rewolucji 1905–1907, zwłaszcza po manifeście październikowym, był przepisem martwym (w tym czasie powstawały ukraińskie stowarzyszenia, prasa, wydawnictwa; po stłumieniu rewolucji carat powrócił do polityki reakcyjnej).